# Ersan Saner
Hamza Ersan Saner (* 1966) ist ein nordzyprischer Politiker. Er war vom 9. Dezember 2020 bis zum 5. November 2021 Premierminister von Nordzypern.

## Biografie
Präsident Ersin Tatar beauftragte Ersan Saner am 7. November 2020 mit der Bildung der Regierung, deren Vorsitz er bis zum Parteitag der Nationalen Einheit vorübergehend innehaben sollte. Nach 14-tägigen Kontakten mit anderen politischen Parteien war er nicht in der Lage, eine Regierung zu bilden, und gab den Posten am 21. November 2020 zurück. Nachdem der mit der Regierungsbildung beauftragte Vorsitzende der Republikanischen Türkischen Partei, Tufan Erhürman, die Regierung nicht bilden konnte, wurde Ersan Saner am 7. Dezember 2020 zum zweiten Mal mit der Regierungsbildung beauftragt. Am 8. Dezember 2020 wurde das Protokoll der Koalitionsregierung zwischen der Partei der Nationalen Einheit, der Demokratischen Partei und der Partei der Wiedergeburt unterzeichnet. Mit der Bestätigung der Ministerliste durch den Präsidenten der Republik Ersin Tatar am 9. Dezember 2020 wurde er zum Ministerpräsidenten Nordzyperns ernannt.
Am 13. Oktober 2021 teilte Saner Präsident Tatar mit, dass seine Regierung zurückgetreten sei. Gemäß der Verfassung von Nordzypern blieb er bis zur Bildung einer neuen Regierung unter Faiz Sucuoğlu als geschäftsführender Ministerpräsident im Amt.